# 余利君
余利君（1978年11月28日—），出生于上海，身高1米97，是一位中华人民共和国男子水球运动员，場上位置是中锋。他曾跟隨中國隊奪得2006年亚洲运动会金牌並隨隊参加2008年夏季奥林匹克运动会。他還代表上海男子水球队多次參加中華人民共和國全國運動會，多次奪得中華人民共和國全國運動會冠軍。